# Bijengifkikker
De bijengifkikker (Dendrobates leucomelas) is een pijlgifkikker uit het geslacht Dendrobates. De soort werd voor het eerst wetenschappelijk beschreven door Franz Steindachner in 1864.

## Uiterlijke kenmerken
De bijengifkikker bereikt een lichaamslengte van 31 tot 38 millimeter. De vrouwtjes worden in de regel groter en dikker dan de mannetjes. De lichaamskleur is overwegend zwart, de bovenzijde van de kop en de onderzijde van het lichaam en de poten zijn geel van kleur en er is eveneens een brede gele band in het midden van het lichaam. Hieraan is de naam 'bijen'gifkikker te danken. In de geel gekleurde delen van het lichaam zijn zwarte vlekken aanwezig.

## Verspreiding en habitat
De bijengifkikker komt voor in het noorden van Zuid-Amerika, in de landen Brazilië, Colombia, Guyana en Venezuela. De kikker is gevonden op een hoogte van 40 tot 800 meter boven zeeniveau. De habitat bestaat uit de strooisellaag van het bos, de bijengifkikker leeft tussen de bladeren en onder omgevallen boomstammen en dergelijke. De bijengifkikker is een van de kikkers die zich vrij goed kan aanpassen aan een lagere vochtigheidsgraad.

## Voortplanting
Het vrouwtje zet tijdens het gehele broedseizoen totaal tot 1000 eitjes af in clusters van 2 tot 14 eitjes per keer die door het mannetje worden bewaakt. Het mannetje keert de eieren regelmatig om, zodat de embryo's steeds van voldoende zuurstof worden voorzien. Als de kikkervisjes uitkomen draagt het mannetje ze naar het water. Hier ontwikkelen ze zich verder en na 70 tot 90 dagen vindt de metamorfose plaats. Als de kikkervisjes niet genoeg mineralen binnenkrijgen, maakt het vrouwtje een onbevrucht eitje aan die ze dan gebruikt om de kikkervisjes te voeden. 